# Клечет
Клечет (на словенски: Klečet) е село в Словения, регион Югоизточна Словения, община Жужемберк. Според Националната статистическа служба на Република Словения през 2015 г. селото има 157 жители.